# 威尼斯人群岛
威尼斯人群岛（英語：Venentian Islands）是位于美国佛罗里达州迈阿密-戴德县迈阿密和迈阿密海滩之间比斯坎湾内的一系列人工岛屿，由西向东依次为：比斯坎岛（Biscayne Island）、圣马可岛（San Marco Island）、圣马力诺岛（San Marino Island）、迪利多岛（Di Lido Island）、里沃阿尔托岛（Rivo Alto Island）和贝尔岛（Belle Isle），这些岛屿通过威尼斯人堤道与迈阿密市中心和迈阿密海滩相连。此外，在里沃阿尔托岛南侧还有一座弗拉格勒纪念碑岛（Flagler Monument Island），该岛是于1920年为纪念迈阿密早期开发者亨利·弗拉格勒而建造。
威尼斯人群岛的诞生源于1920年代的佛罗里达房地产开发热潮。迈阿密海滩的开发者卡尔·G·费舍尔主导了这一项目，其名下的地产开发公司自1922年起开始出售尚未填海的地皮。购房合同规定，买家将获得一块经过疏浚、填海和平整后的岛屿土地。岛屿建设进展迅速，连接各岛的威尼斯堤道（Venetian Causeway）工程亦于1925年正式启动。最初的威尼斯人群岛规划远比现今的规模更为庞大。除了现有的威尼斯人堤道外，开发商还计划建造第二条名为“钟楼大道”（The Drive of the Campanile）的堤道，向北延伸至印第安克里克，并连接另外五座岛屿。然而，由于各种环境限制最终未能完成这一宏大计划。
经过数十年的发展，威尼斯人群岛已成为迈阿密最受追捧的豪宅区之一，吸引了许多富豪和名人定居。知名居民包括杰西潘尼创办人詹姆斯·卡什·彭尼、阿根廷名模丹妮拉·乌尔齐、墨西哥歌手宝琳娜·鲁维奥以及赛车手埃迪·欧文。岛上的海景豪宅和私密性极佳的生活环境使其成为迈阿密房豪宅市场的标志性区域。
贯穿岛屿的威尼斯人堤道全长约2.5英里，最初建于1926年，多数路段为双向两车道设计，横跨11座人工岛屿和12座桥梁，是连接迈阿密和迈阿密海滩的重要通道。威尼斯人堤道于1989年被列入美国国家史迹名录。此外，迈阿密海滩和迈阿密均将其认定为地方历史地标，以保护其独特的建筑和历史价值。